# Adamou Harouna
El coronel Abdoulaye Adamou Harouna es un militar nigerino señalado como dirigente del Consejo Supremo para la Restauración de la Democracia (CSRD).
Es un militar que dirigió el golpe de Estado militar contra el presidente de Níger Mamadou Tandja el 10 de febrero de 2010.